# Germagnano
Germagnano là một đô thị ở tỉnh Torino trong vùng Piedmont, có vị trí cách khoảng 30 km về phía tây bắc của Torino, nước Ý. Tại thời điểm ngày 31 tháng 12 năm 2004, đô thị này có dân số 1.300 người và diện tích là 14,2 km².
Germagnano giáp các đô thị: Pessinetto, Lanzo Torinese, Traves, Viù, Cafasse, Vallo Torinese, và Fiano.